# Leverett
Leverett är en kommun (town) i Franklin County i delstaten Massachusetts, USA. Vid folkräkningen år 2010 bodde 1 876 personer på orten. Den har enligt United States Census Bureau en area på totalt 59,5 km² varav 0,4 km² är vatten.